# Manendragarh-Chirmiri-Bharatpur
Manendragarh-Chirmiri-Bharatpur ist ein Distrikt im indischen Bundesstaat Chhattisgarh.

## Geschichte
Der Distrikt wurde 2021 aus Teilen des Distrikts Koriya geschaffen. Die drei im Westen und Süden gelegenen Gebiete des bisherigen Distrikts Koriya, die Subdistrikte Bharatpur (2348 km² mit 88.750 Einwohnern), Khadganva (1027 km² mit 173.747 Einwohnern) und Manendragarh (1099 km² mit 148.993 Einwohnern) spalteten sich ab und wurden Teil des neuen Distrikts Manendragarh-Chirmiri-Bharatpur.

## Geografie
Der Distrikt Manendragarh-Chirmiri-Bharatpur liegt im Nordwesten von Chhattisgarh an der Grenze zum indischen Bundesstaat Madhya Pradesh. Der Distrikt grenzt im Norden und Westen an Madhya Pradesh, im Osten an den Distrikt Koriya, im Südosten an den Distrikt Surajpur, im Süden an den Distrikt Bilaspur sowie im Südwesten an den Distrikt Gaurela-Pendra-Marwahi. Die Fläche des Distrikts Manendragarh-Chirmiri-Bharatpur beträgt 4474 km².

## Bevölkerung
Nach der Volkszählung 2011 hat der Distrikt Manendragarh-Chirmiri-Bharatpur 411.490 Einwohner. Bei 92 Einwohnern pro Quadratkilometer ist der Distrikt relativ dicht besiedelt. Der Distrikt ist dennoch eher ländlich geprägt. Von den 411.490 Bewohnern wohnen 278.698 Personen (67,73 %) auf dem Land und 132.792 Menschen in städtischen Gemeinden.
Der Distrikt Manendragarh-Chirmiri-Bharatpur gehört zu den Gebieten Indiens, die stark von Angehörigen der „Stammesbevölkerung“ (scheduled tribes) besiedelt sind. Zu ihnen gehörten (2011) 207.156 Personen (50,34 Prozent der Distriktsbevölkerung). Es gibt zudem 34.339 Dalits (scheduled castes) (8,35 Prozent der Distriktsbevölkerung) im Distrikt.

### Bevölkerungsentwicklung
Wie überall in Indien wächst die Einwohnerzahl im Distrikt Manendragarh-Chirmiri-Bharatpur seit Jahrzehnten stark an. Eine Ausscheidung des heutigen Gebiets ist allerdings erst seit der Volkszählung 1991 möglich. Vorher gab es keine(n) Distrikt(e), der/die dem heutigen Gebiet entsprechen. Die Zunahme betrug in den Jahren 2001–2011 mehr als zwölf Prozent (12,14 %). In diesen zehn Jahren nahm die Bevölkerung um beinahe 45.000 Menschen zu. Die Entwicklung verdeutlicht folgende Tabelle:

### Bedeutende Orte
Im Distrikt gibt es insgesamt laut der Volkszählung 2011 fünf Orte, die als Städte (towns und notified towns) gelten. Darunter sind mit Chirmiri, Khongapani und Manendagarh allerdings nur drei Orte, die mehr als 10.000 Einwohner zählen.

### Bevölkerung des Distrikts nach Geschlecht
Der Distrikt hatte 2011 – für Indien üblich – mehr männliche als weibliche Einwohner. Allerdings war das Verhältnis beider Geschlechter viel ausgeglichener als in anderen Regionen Indiens. Von der gesamten Einwohnerschaft von 411.490 Personen waren 208.780 männlichen (50,74 Prozent der Bevölkerung) und 202.710 weiblichen Geschlechts. Bei den jüngsten Bewohnern (60.668 Personen unter 7 Jahren) sind 30.609 Personen (50,45 %) männlichen und 30.059 Personen (49,55 %) weiblichen Geschlechts.

### Bevölkerung des Distrikts nach Sprachen
Die Bevölkerung des Distrikts ist sprachlich ziemlich einheitlich. Denn es sprechen 388.137 Personen (94,32 % der Bevölkerung) Hindi-Sprachen und Dialekte. Meistgesprochene Sprachen sind Khari Boli/Hindi, Surgujia, Baghelkhandi, Chhattisgarhi, Bhagoria, Bhojpuri und Sadan/Sadri (die allesamt zu Hindi gerechnet werden), die ebenso indoarischen Sprachen Bengali und Odia sowie die drawidischen Sprachen Kurukh/Oraon und Gondi (0,37 %).
Hindi liegt in den Subdistrikten Bharatpur (31,64 % Anteil) und Manendragarh (62,88 % Anteil) an vorderster Stelle, Surgujia nimmt diese Rangierung im Subdistrikt Khadganva ein (56,69 % Anteil). Beide Sprachen erreichen in allen drei Subdistrikten hohe Anteile. Baghelkhandi (28,68 % Anteil) und Bhagoria (23,36 % Anteil) haben ihre Hochburg im Subdistrikt Bharatpur, der sprachlich gemischt ist. Chhattisgarhi erreicht im Subdistrikt Khadganva mit 8,42 % Bevölkerungsanteil den höchsten Wert. Odia und Bengali haben im Subdistrikt Khadganva ihre Hochburg. Die weitverbreitetsten Einzelsprachen zeigt die folgende Tabelle:
| Jahr                                   | Baghelkhandi | Baghelkhandi | Bengali | Bengali | Bhagoria | Bhagoria | Bhojpuri | Bhojpuri | Chhattisgarhi | Chhattisgarhi | Hindi   | Hindi | Kurukh/Oraon | Kurukh/Oraon | Odia | Odia | Sadan/Sadri | Sadan/Sadri | Surgujia | Surgujia | Total   | Total    |
| Jahr                                   | Zahl         | %            | Zahl    | %       | Zahl     | %        | Zahl     | %        | Zahl          | %             | Zahl    | %     | Zahl         | %            | Zahl | %    | Zahl        | %           | Zahl     | %        | Zahl    | %        |
| -------------------------------------- | ------------ | ------------ | ------- | ------- | -------- | -------- | -------- | -------- | ------------- | ------------- | ------- | ----- | ------------ | ------------ | ---- | ---- | ----------- | ----------- | -------- | -------- | ------- | -------- |
| 2011                                   | 29.113       | 7,08         | 4894    | 1,19    | 20.752   | 5,04     | 5473     | 1,33     | 23.061        | 5,60          | 158.737 | 38,58 | 3626         | 0,88         | 7265 | 1,77 | 4375        | 1,06        | 140.295  | 34,09    | 411.490 | 100,00 % |
| Quelle: Ergebnis der Volkszählung 2011 |              |              |         |         |          |          |          |          |               |               |         |       |              |              |      |      |             |             |          |          |         |          |

### Bevölkerung des Distrikts nach Bekenntnissen
Eine überwältigende Mehrheit der im Distrikt lebenden Menschen sind Hindus. Bedeutende religiöse Minderheiten sind die Muslime im Subdistrikt Manendragarh (6,02 % Bevölkerungsanteil) sowie die herkömmlichen Glaubensgemeinschaften (Stammesreligionen; 5,60 % Bevölkerungsanteil) im Subdistrikt Bharatpur. Die genaue religiöse Zusammensetzung der Bevölkerung zeigt folgende Tabelle:
| Jahr                                   | Buddhisten | Buddhisten | Christen | Christen | Hindus  | Hindus | Jainas | Jainas | Muslime | Muslime | Sikhs | Sikhs | Andere | Andere | keine Angaben | keine Angaben | Total   | Total    |
| Jahr                                   | Zahl       | %          | Zahl     | %        | Zahl    | %      | Zahl   | %      | Zahl    | %       | Zahl  | %     | Zahl   | %      | Zahl          | %             | Zahl    | %        |
| -------------------------------------- | ---------- | ---------- | -------- | -------- | ------- | ------ | ------ | ------ | ------- | ------- | ----- | ----- | ------ | ------ | ------------- | ------------- | ------- | -------- |
| 2011                                   | 62         | 0,02       | 5418     | 1,32     | 375.856 | 91,34  | 994    | 0,24   | 16.116  | 3,92    | 1136  | 0,28  | 10.734 | 2,61   | 1174          | 0,29          | 411.490 | 100,00 % |
| Quelle: Ergebnis der Volkszählung 2011 |            |            |          |          |         |        |        |        |         |         |       |       |        |        |               |               |         |          |

## Bildung
Dank bedeutender Anstrengungen steigt die Alphabetisierung. Das Ziel der vollständigen Alphabetisierung ist dennoch in weiter Ferne. Typisch für indische Verhältnisse sind die starken Unterschiede zwischen den Geschlechtern sowie Stadt und Land.
| Alphabetisierung im Distrikt Manendragarh-Chirmiri-Bharatpur                 |                   |                   |
| Einheit                                                                      | Volkszählung 2011 | Volkszählung 2011 |
| Einheit                                                                      | Anzahl            | Anteil            |
| GESAMT                                                                       | 241.266           | 68,77 %           |
| Männer                                                                       | 139.356           | 78,21 %           |
| Frauen                                                                       | 101.910           | 59,03 %           |
| STADT GESAMT                                                                 | 96.453            | 81,47 %           |
| Stadt-Männer                                                                 | 54.418            | 88,80 %           |
| Stadt-Frauen                                                                 | 42.035            | 73,59 %           |
| LAND GESAMT                                                                  | 144.813           | 62,31 %           |
| Land-Männer                                                                  | 84.938            | 72,66 %           |
| Land-Frauen                                                                  | 59.875            | 51,83 %           |
| Quelle: Ergebnis der Volkszählung 2011, District Census Handbook, Tabelle 20 |                   |                   |

## Verwaltungsgliederung
Der Distrikt war bei der letzten Volkszählung 2011 in die drei Tehsils (Talukas) Bharatpur, Khadganva und Manendragarh aufgeteilt und gehörte noch zum Distrikt Koriya in der Division Surguja.